# 鸿雁 (1960年电影)
《鸿雁》是长春电影制片厂摄制的一部黑白电影，上映于1960年，为赵心水和常甄华的导演处女作，由刘世龙主演。:268:140
《鸿雁》以吉林延边全国劳动模范李虎天为原型，取材于《人民日报》1958年发表的长篇通讯“红色邮递员李虎天”。影片讲述一个模范邮政乡邮员李云飞热心帮助他人，在长白山山区克服重重困难开辟新邮路的故事:139-140。影片中的台词“我要干一辈子乡邮员，给人民跑一辈子道”和劳模李虎天的事迹至今仍在吉林省邮政系统传扬。

## 剧情
李云飞是东北长白山山区邮电局的一名模范乡邮员。8年来，他无论风霜雨雪和酷暑严寒，每天都为人民按时送信、送报，被大家称为“活钟表”。不仅如此，他还热心为大家排忧解难，帮助有困难的群众采购生活必需品，甚至帮助他人进步。饲养员朴玉女很不喜欢自己的工作，他就借来养猪方面的书刊给她，帮助她改进工作，使她成为一名出色饲养员。他所在的邮电支局承接了开辟通往长白山顶峰新邮路的任务。支局长起初将这个任务交给了小金，但小金的尝试却以失败告终。李云飞于是主动接下此任务。支局长把一位抗联老交通员的通信袋赠给了他，希望他能像老抗联那样登上长白山峰。李云飞在一位老猎人的帮助下，克服重重困难，最终在1960年元旦的零时零分成功登上长白山山顶，完成开辟长白山新邮路的任务。在气象站，他还找到了抗联老交通员金银松，原来金银松就是朴玉女的父亲。